# Rakuni
Rakuni (znanstveno ime Procyonidae) so družina zveri, v katero uvrščamo 12–14 danes živečih vrst v šestih rodovih, razširjenih po Novem svetu.

## Opis
V splošnem so majhni sesalci z vitkim telesom in dolgim repom, prilagojeni na raznoliko prehrano, zato imajo razmeroma enostavno zobovje. Razen vitorepega medveda imajo raznobarven kožuh s kontrastnimi vzorci. Hodijo po celih podplatih (so plantigradi), ki se končajo s petimi prsti, na katerih so dolgi kremplji. Skoraj vsi rakuni so nočno aktivne in samotarske živali. Vitorepi medvedi imajo zaradi življenja v drevesih nekaj posebnosti, kot sta oprijemalni rep in zgradba stegnenice.

## Sistematika
Zgodovinsko je v klasifikaciji rakunov veliko nejasnosti, tako je nekoč denimo veljalo, da med rakune spada tudi rdeči panda (kasneje oddeljen v lastno družino). Sodeč po sodobnih molekularnih študijah so najbližje sorodni kunam in ne medvedom, kot so menili nekateri avtorji.
Seznam vrst:
- Družina PROCYONIDAE
  - Poddružina Procyoninae – devet vrst v štirih rodovih
    - Tribus Procyonini
      - Podtribus Procyonina
        - Rod pravih rakunov (Procyon)
          - južnoameriški rakun (Procyon cancrivorus)
          - pritlikavi rakun (Procyon pygmaeus)
          - (pravi) rakun (Procyon lotor)

      - Podtribus Nasuina
        - Rod nosatih medvedov (Nasua)
          - koati (Nasua nasua)
          - belogobčni nosati medved (Nasua narica)

        - Rod Nasuella
          - gorski nosati medved (Nasuella olivacea)
          - Nasuella meridensis)

    - Tribus Bassariscini
      - Rod podlasičjih medvedov (Bassariscus)
        - severnoameriški podlasičji medved (Bassariscus astutus)
        - srednjeameriški podlasičji medved (Bassariscus sumichrasti)

  - Poddružina Potosinae – pet vrst v dveh rodovih
    - Rod Potos
      - vitorepi medved (Potos flavus)

    - Rod pasjih medvedičev (Bassaricyon)
      - Bassaricyon gabbii
      - Bassaricyon alleni
      - Bassaricyon medius
      - Bassaricyon neblina